# هریوند
هریوند یک روستا در ایران است که در دهستان مود واقع شده‌است. هریوند ۱۵۸ نفر جمعیت دارد.